# أجا وسلمى
أَجَا وَسَلْمَىٰ أو أَجَأٌ وَسَلْمَىٰ أو جِبَالُ طَيِّئٍ جبلان لقبيلة طيِّئ، العلامة المميزة لمِنْطَقة حائل. سلسلة جبال أجا في الشَّمال الغربي من المدينة، أمَّا سلسلةُ جبال سَلمىٰ فهي في الجهة الشرقية الجنوبية، وأكبرُهما جبل أجا، ويفصل بينهما سهل البطين.

## سبب التسمية
يعود سبب تسميتهما بهذا الاسم لأسطورة قديمة تقول أن أَجَأ كان رجلاً من إحدى قبائل العماليق التي تسكن تلك الناحية من الجزيرة العربية، وسَلمَىٰ هو اسم فتاة كان يعشقها أجأ، وهي تعشقه إلى حد الجنون ولكن رفض أهلهما تزويجهما بسبب بعض الأعراف القبلية. وفي يوم من الأيام هربت سلمى مع رفيقها أجأ، ومعهما خادمتها واسمها العوجاء، فطاردهما القوم حتى أمسكوا بهما بين جبلي أجأ وسلمى وهناك قتلوهما وصلبوهما، أجا على الجبل الغربي وسلمى على الجبل الشرقي، فحملا هذا الاسم حتى الآن.

## جبل أجا
سلسلة تمتد من الجنوب الغربي إلى الشمال الشرقي بما يقارب 100 كم طولاً وبين 25 و 35 كم عرضًا. وتتخلل هذا الجبل شعاب كثيرة وداخلها بعض القرى الصغيرة والعيون والنخيل، وله قمم شامخة يصل ارتفاع بعضها إلى 1350 مترًا. وأهم المدن المجاورة له في الوقت الحاضر مدينة حائل قاعدة منطقة حائل في المملكة العربية السعودية. وقال حمد الجاسر في كتابه شمال المملكة:
.
وقد تناول الشعراء أجا وقالوا فيه أشعارًا كثيرة منها قول إمرئ القيس:
وقال لبيد يصف كتيبة النعمان:
وقال العجاج:

## جبل سَلْمى
يبعد عن مدينة حائل بنحو 60 كم، ويمتد من الشمال الشرقي نحو الجنوب الغربي مسافة 60 كم بعرض نحو 13 كم، وأعلى قمة فيه تبلغ 1200 م عن سطح البحر.
وقد تردد ذكر هذا الجبل في الشعر العربي على ألسنة الشعراء. قال جرير يهجو النعمان بن شريك، وهو الأعور النبهاني:
وقال عبيد بن الأبرص :
وقال أبو النجم العجلي يصف مطرًا :

## الطبيعة
تتشكل عند سفوح جبال أجا وجبال سلمى أودية كبيرة (وتسمى في حائل شِعبان، ومفردها شعيب) تنمو حولها أشجار الطلح، ما يجعلها أماكن نزهة لسكان حائل.

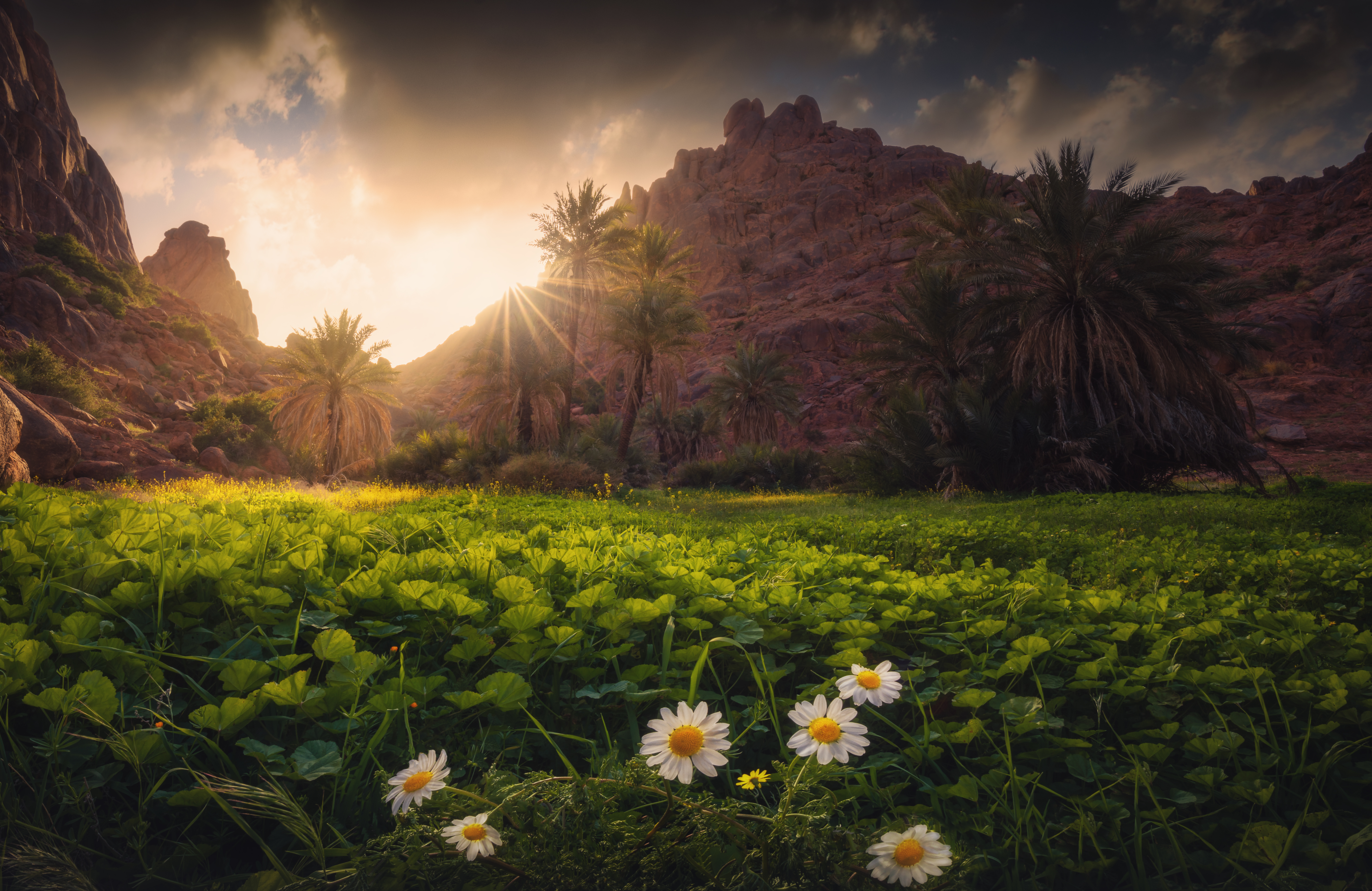
تنوع الغطاء النباتي بين جبال أجا بمنطقة حائل

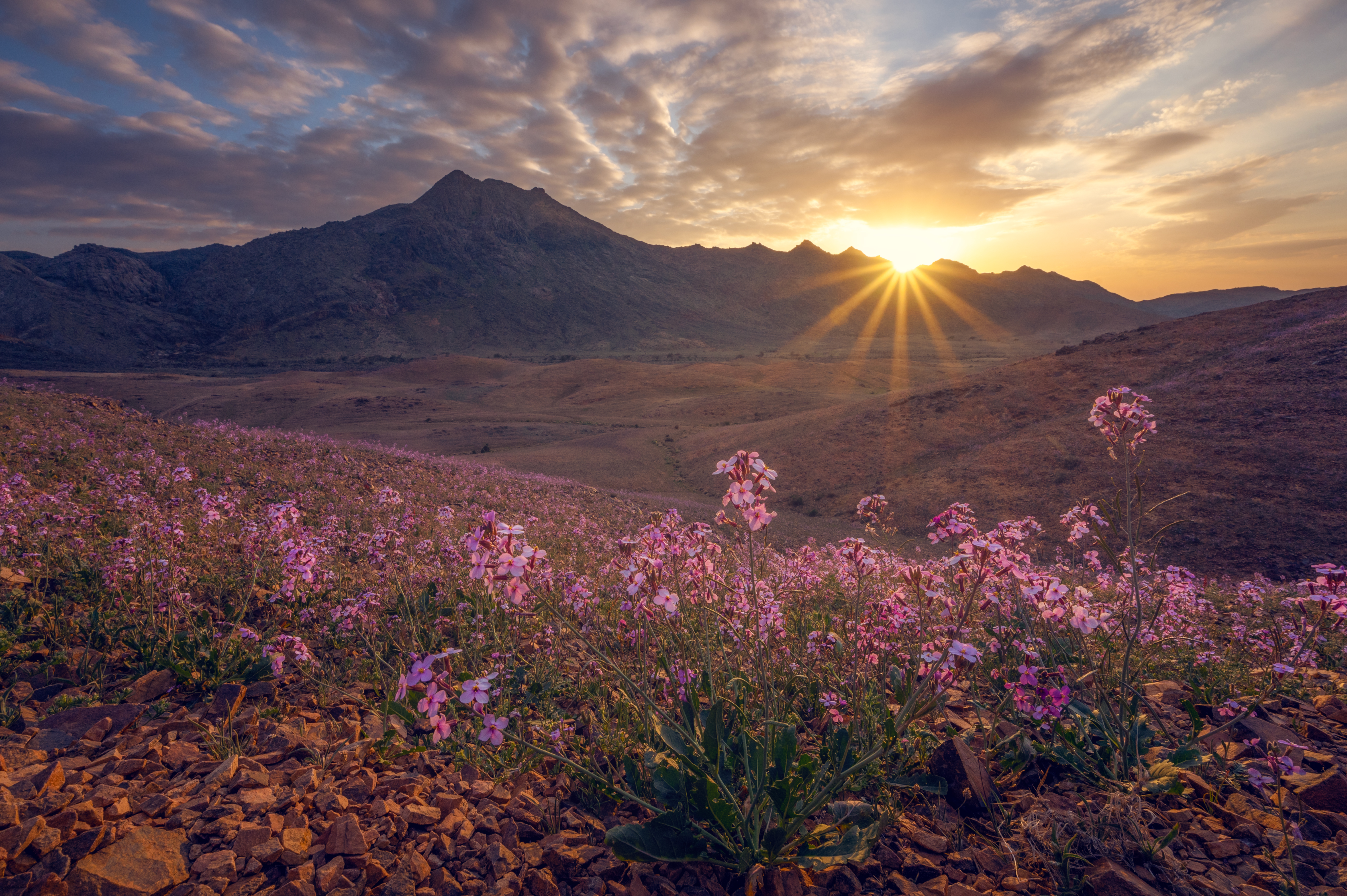
الغطاء النباتي حول جبال أجا بمنطقة حائل

وتقع بين الجبلين منطقة تسمى الثنية تتخللها سلاسل جبلية أهمها جبلا رمان الأسمر ورمان الأحمر. ومن أشهر الأودية التي تنحدر من أجا وادي عقدة ووادي مشار ووادي عانقة ووادي الرعيلة وأودية توارن التي تلتقي مع السهال والصحاري الواقعة خارج سلسلة أجا في جزئها الجنوبي ناحية ضاحية موقق وقراها. ومن جبال رمان تصب أودية عديدة أشهرها وادي المشط ووادي حميان ووادي أبو نمر ووادي أركان وكذلك أودية هدباء وسراء وشبيكة رمان ودارة طيء والحامرية. من الأودية الأخرى وادي العش، وهو من أكبر الأودية في ما بين أجا وسلمى. وهناك موارد مياه عذبة مثل موردسبا وكذلك أبو مصاص ولكنها جفت مع قلة الأمطار.[بحاجة لمصدر]
تتكون جبال أجا وسلمى من صخور نارية قاسية لونها الغالي بني أرجواني بسبب تكوينها الغرانيتي.